# Borsodi Csaba
Borsodi Csaba (Kapuvár, 1954. szeptember 4.) magyar történész. Az Eötvös Loránd Tudományegyetem Bölcsészettudományi Kar egykori dékánja és a Történeti Intézet jelenlegi habilitált docense.

## Tanulmányai és oktatói karrier
1974 és 1979 között elvégezte az ELTE Bölcsészettudományi Kar történelem-levéltár szakát.
1979 és 1981 között segédlevéltáros a Budapest Főváros Levéltárában.
1981 és 1988 között egyetemi tanársegéd, 1988 és 1998 között egyetemi adjunktus, 1998-tól egyetemi docens az ELTE BTK Történeti Intézetben.
2004-től  ELTE BTK Történelem Segédtudományai Tanszék vezetője.
1996-ban szerzett doktori címet.
2006-ban habilitált.
2017-től megbízott dékán.

## Publikációi
- Borsodi C. (2016). Az Alma Mater, In: Szerk.: Horn Ildikó, Szerk.: Lauter Éva, Szerk.: Várkonyi Gábor, Szerk.: Hiller István, Szerk.: Szirtes Zsófia, Szerk.: Balogh Zsuzsanna, Szerk.: Pásztor Katalin, Szerk.: Tamás Máté Művészet és mesterség: Tisztelgő kötet R. Várkonyi Ágnes emlékére: 1. köt.. Budapest: L'Harmattan Kiadó, pp. 11–26.
- Borsodi C. (2014). A kiegyezéstől a fordulatig, In: Szerk.: Manhercz Orsolya Historia critica: tanulmányok az Eötvös Loránd Tudományegyetem Bölcsészettudományi Karának Történeti Intézetéből. Budapest: ELTE Eötvös Kiadó, 2014. pp. 267–279. (Publicationes Instituti Historici Universitatis Budapestinensis de Rolando Eötvös nominatae; 1.)
- Borsodi, C. (2010). Az Eötvös Loránd Tudományegyetem Bölcsészettudományi Karának története képekben 1635. (Kar történetét írta Borsodi Csaba, a képeket válogatta Tüskés Anna) Budapest: ELTE Bölcsészettudományi Kar, 2010. 293 p.
- Borsodi, C. (2000). A szerzetesrendek feloszlatása, működési engedélyük megvonása 1950 nyarán. Magyar Egyháztörténeti Változatok, 12, 1–4.
- Borsodi, C. (1997). Alternatívák Magyarországon a törökök kiűzése után. Korona Kiadó. (A történelem alternatívái 8.) 1–44.p

## Kitüntetése
- A Magyar Érdemrend tisztikeresztje (2015)